# Stacey Halls
Stacey Halls (née Bartlett) est une journaliste et autrice anglaise de romans historiques gothiques. Son premier roman, The Familiars (2019), est devenu un best-seller du Sunday Times et a été récompensé par un Betty Trask Award. Il a été suivi par d'autres best-sellers, The Foundling (2020) et Mrs England (2021) pour lequel Stacey Halls a remporté le prix  Women's Prize en 2022.

## Biographie
Stacey Halls est née en 1989 à Rossendale dans le Lancashire. Ses parents lui font découvrir la lecture en la conduisant une fois par semaine à la bibliothèque. Elle se passionne alors pour Roald Dahl, la série Harry Potter puis Philip Pullman, Jane Austen et les sœurs Brontë.
En 2005, âgée de 15 ans elle auditionne pour le rôle de Luna Lovegood pour la franchise Harry Potter.
Après des études de journalisme à l'Université de Central Lancashire où elle est nommée étudiante la plus prometteuse de l'année, elle écrit pour The Guardian, The Independant, The Sun, The Bookseller...
En 2017, après avoir écrit un roman contemporain qui est rejeté par tous les éditeurs, elle prend un congé sabbatique de deux mois pour se consacrer à l'écriture d'un roman historique qui traite du procès des sorcières de Pendle survenu en 1612 dans sa région d'origine,. C'est un succès immédiat : neuf maisons d'édition se battent pour obtenir le contrat et la société de production The Bureau achète les droits pour la télévision. Resté onze semaines dans la liste des meilleures ventes du Sunday Times, il devient le premier roman le plus vendu de 2019.
Suivront plusieurs autres romans historiques, tous couronnés de succès.
La bourse Stacey Halls, qui permet aux écrivains de 18 à 35 ans issus de la classe ouvrière du nord de l' Angleterre d'accéder aux cours d'écriture de la Fondation Arvon, a été créée en 2023.
Stacey Halls est mariée au journaliste Andy Halls. Ils vivent dans le Oxfordshire et ont un fils.